# Corner Bakery Cafe
Corner Bakery Cafe est une chaîne américaine de boulangeries et de cafés.

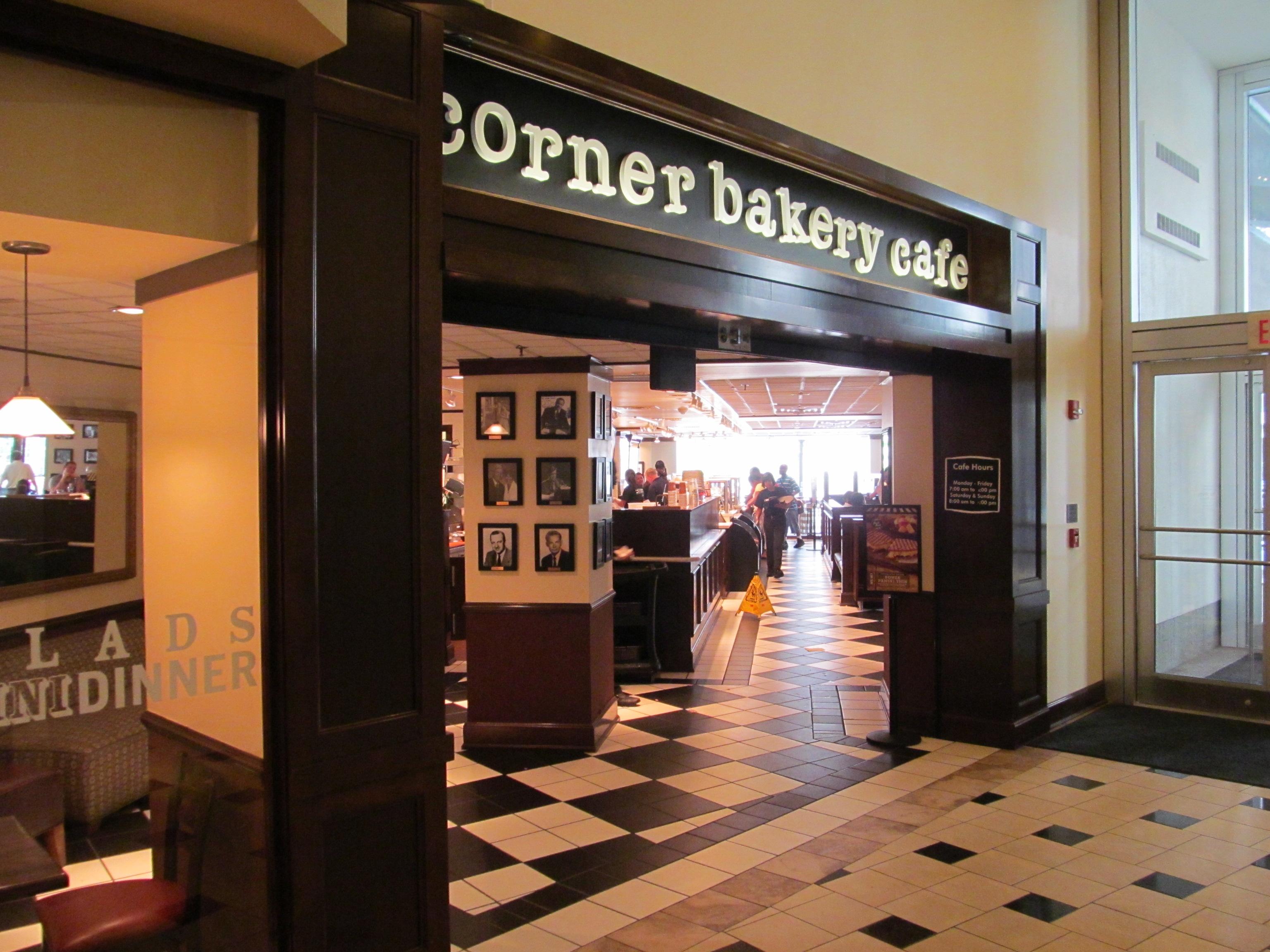
Corner Bakery Cafe à Washington.